# Ferrocarril de Antofagasta a Bolivia
El Ferrocarril de Antofagasta a Bolivia (FCAB) es un sistema ferroviario chileno, constituido en Londres en 1888 como Antofagasta (Chili) & Bolivia Railway Co. Ltd. en la época del auge salitrero chileno y de la expansión de la minería argentífera boliviana.
A diferencia de otros ferrocarriles mineros contemporáneos, logró sobrevivir a la caída del mercado del salitre natural y hoy presta variados servicios de transportes, destacándose el transporte de productos e insumos mineros como cátodos de cobre y ácido sulfúrico en Chile y minerales refinados de plata, zinc y plomo de Bolivia.
El transporte de carga nacional e internacional se realiza a través de una red ferroviaria propia, de trocha métrica, de más de 900 kilómetros, la cual conecta con Ferroviaria Andina de Bolivia, Ferronor en Chile y Ferrocarril Belgrano en Argentina.
En 1980 la empresa pasó a manos de Antofagasta plc, una empresa del grupo Luksic.

## Historia

### Antecedentes

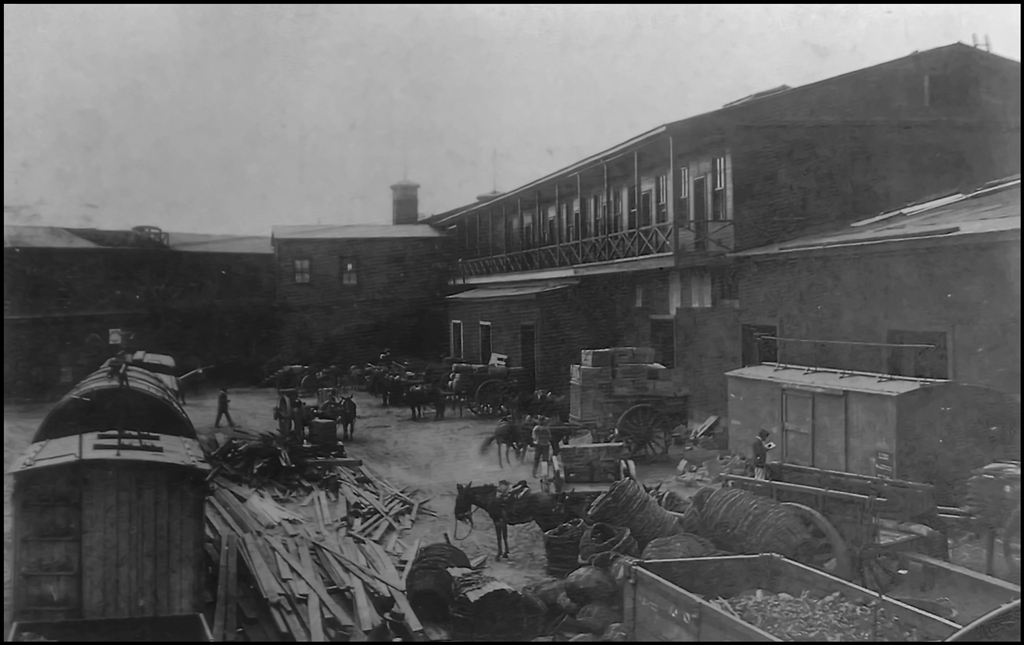
Oficinas del Ferrocarril de Antofagasta a Bolivia, c. 1914.

Los orígenes del ferrocarril en la zona de Antofagasta se remontan a la época en que era territorio boliviano. La Compañía de Salitres y Ferrocarril de Antofagasta construyó el primer ferrocarril salitrero (en ese entonces de tracción animal y en 1876 debutaron las locomotoras a vapor) y en diciembre de 1873 ya llegaba a la oficina salitrera Salar del Carmen, extendiéndose en 1877 hasta Carmen Alto, en 1878 había avanzado 1 km hasta Salinas, en 1882 llegaba hasta Central y en 1883 alcanzó el sector de Pampa Alta.
A inicios de los años 1880 la Compañía Huanchaca de Bolivia decide asociarse con la Compañía de Salitres y Ferrocarril de Antofagasta para prolongar la vía férrea perteneciente a esta última hasta las minas del sector de Pulacayo en Bolivia y permitir la salida del mineral a través del puerto de Antofagasta. El 17 de enero de 1884 ambas empresas obtuvieron la autorización del gobierno chileno para extender la vía férrea desde Pampa Alta hasta Ascotán.

### Creación de la empresa y expansión

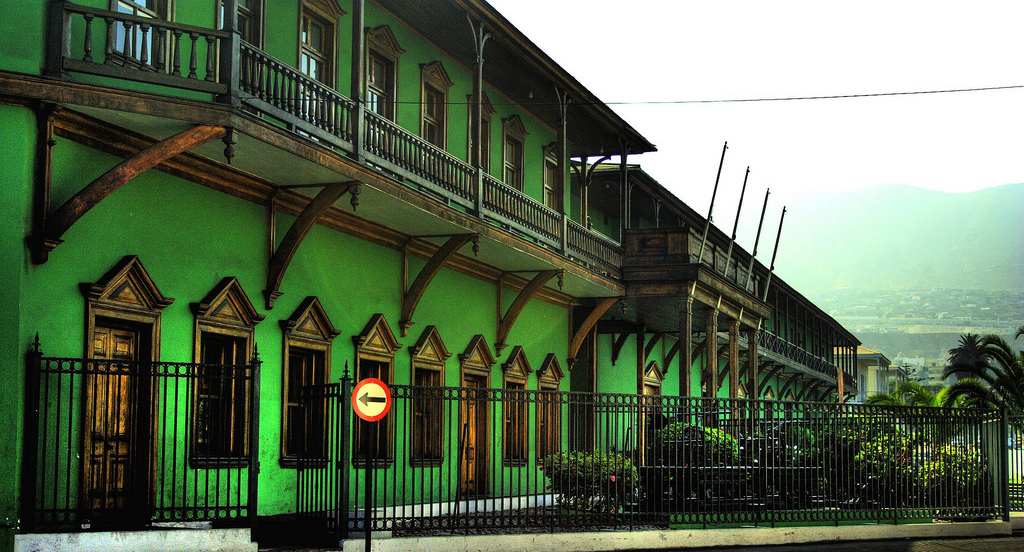
Oficinas del Ferrocarril de Antofagasta a Bolivia en el casco histórico de la ciudad de Antofagasta.

La Compañía Huanchaca de Bolivia presentaba dificultades económicas luego de adquirir el control total de la vía férrea en 1887 (tras haber adquirido la parte que correspondía a la Compañía de Salitres y Ferrocarril de Antofagasta). En 1888 traspasó todas las concesiones otorgadas por los gobiernos de Chile y Bolivia a la Antofagasta (Chili) and Bolivia Railway Co. Ltd., empresa constituida en Londres el 21 de noviembre del mismo año. Luego de esto se inició la expansión de la red y se comenzó la construcción del nuevo puerto y la nueva estación de ferrocarriles en Antofagasta.
La Antofagasta (Chili) and Bolivia Railway Co. Ltd. no comenzó a ocupar sus nuevas instalaciones inmediatamente, sino que arrendó por 15 años (hasta el 1 de enero de 1904) las líneas e infraestructura a la Compañía Huanchaca de Bolivia. Durante esos 15 años, el puerto de exportación que se utilizó fue Antofagasta. Cuando expiró este arriendo, la compañía inglesa decidió invertir para modernizar las instalaciones y así poder agrandar su negocio, pero se vio en el conflicto de no poder expandir sus instalaciones en Antofagasta a causa del reducido espacio habilitado para tales fines.
La expansión del ferrocarril continuó bajo la nueva administración, y a fines de 1888 la línea ya alcanzaba la localidad de Ollagüe, cerca de la frontera entre Chile y Bolivia, y a inicios de 1889 la línea ya alcanzaba un total de 610 km desde Antofagasta hasta El Canchón (actualmente conocido como Uyuni). En abril del mismo año se inició la construcción de un ramal hacia las minas de Pulacayo, alcanzando los yacimientos en 1890.
En 1892 el ferrocarril alcanzó la ciudad de Oruro, con una extensión de 929 km. Diez años después, en 1902, abrió un ramal de 9 km desde San Antonio hacia Chuquicamata y en febrero del mismo año fue inaugurado otro ramal, que iba desde Conchi a Conchi Viejo y tenía 20 km de longitud. En marzo de 1908 entró en servicio un ramal desde Prat hasta el puerto de Mejillones, mientras que un mes más tarde, en abril de 1908, se construyó un ramal desde Ollagüe hasta el sector minero de Collahuasi, finalizando en Punto Alto, con un total de 95 km.
En 1908 la Antofagasta (Chili) and Bolivia Railway Co. Ltd. pasó a controlar el Ferrocarril de Aguas Blancas y en marzo de 1911 se construyó una conexión con dicha línea que conectaba con la Caleta Coloso. En 1905 se inició la construcción de un ramal de 112 km desde la estación O'Higgins hasta Boquete —finalizado en febrero de 1908 e inaugurado el 12 de marzo del mismo año— y las pampas salitreras de Pissis y Domeyko; de este mismo ramal se desprendió otra vía construida en 1912 desde Cerro Negro hasta Augusta Victoria —este tramo posteriormente pasaría a formar parte del Ferrocarril Antofagasta-Salta—. En 1914 se construyó una nueva vía que conectaba Mejillones con Antofagasta de manera directa, sin pasar por el antiguo ramal que conectaba en la estación Prat.
A partir del 1 de enero de 1909 el FCAB arrendó a la Bolivian Railway Co. las vías que había construido entre Oruro y Viacha (207 km), Viacha y La Paz (27 km), así como los ramales desde la capital boliviana hacia Potosí (174 km), Cochabamba (205 km) y Atocha (90 km). En 1916 el tramo de Uyuni a Oruro fue convertido a trocha métrica.
El 1 de julio de 1919 el FCAB pasó a operar el tramo del ferrocarril Longitudinal Norte entre Pueblo Hundido y Pintados, que formaba parte de Chilian Northern Railway Co. Ltd. desde 1913. Entre 1926 y 1928 se produjo la reconversión del ancho de vía en el FCAB, pasando de 762 mm a trocha métrica, con lo cual las vías fueron compatibles con las del Longitudinal Norte.

### Cambios de administraciones y reformas

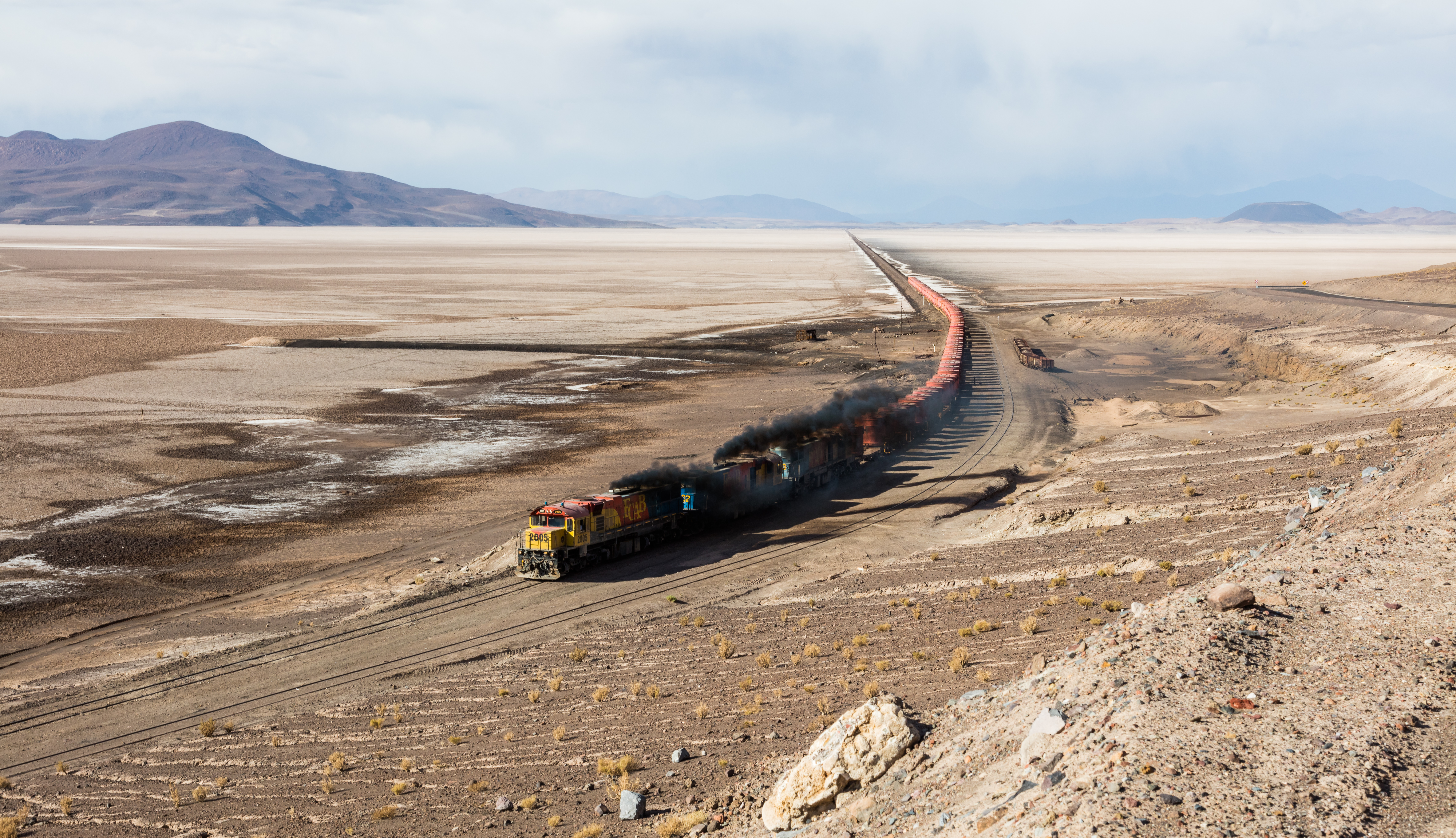
Ferrocarril en el salar de Carcote.

En 1957 el tramo del Longitudinal Norte entre Pueblo Hundido y Pintados, que inicialmente formaba parte de Chilian Northern Railway Co. Ltd., pasó a ser operado directamente por la Empresa de los Ferrocarriles del Estado y actualmente pertenece a Ferronor.
En 1959 el FCAB había intentado subir las tarifas de transporte en Bolivia, sin embargo encontró una férrea oposición por parte del gobierno de dicho país, ante lo cual la empresa cesó sus operaciones en todos los tramos dentro de dicho país, con la excepción del tramo Ollagüe-Oruro. Entre 1962 y 1967 diversas negociaciones entre la FCAB y el gobierno boliviano permitieron que le fueran traspasadas todas las operaciones de las líneas exceptuando la antes mencionada. A partir de diciembre de 1967 los tramos pasaron a formar parte de la recientemente creada Empresa Nacional de Ferrocarriles del Estado (ENFE).
En 1960 FCAB vendió sus instalaciones en Baquedano a EFE. En 1979 el ferrocarril fue adquirido por el grupo Luksic y al año siguiente se suspendieron todos los servicios de pasajeros, con lo cual el enfoque principal se dio al transporte de carga —en octubre de 1980 cerró el último servicio operado por la empresa, correspondiente al Ferrocarril Antofagasta-Salta—.

## Infraestructura

### Trazado
Hacia 1916 Santiago Marín Vicuña presentaba el trazado del Ferrocarril de Antofagasta a Bolivia de la siguiente forma:
| Tramo                               | Longitud (km) |
| ----------------------------------- | ------------- |
| Antofagasta a frontera con Bolivia  | 442           |
| Ramal a Boquete                     | 111           |
| Ramal a Mejillones                  | 77            |
| Ramal a Chuquicamata                | 9             |
| Ramal a Conchi                      | 19            |
| Ramal a Collahuasi                  | 95            |
| Ramales a diversas oficinas mineras | 221           |
| Total sección chilena               | 974           |
| Frontera con Bolivia a Oruro        | 482           |
| Ramal a Huanchaca (Pulacayo)        | 38            |
| Total                               | 1494          |

Las estaciones que comprendían la línea principal y algunos de sus ramales eran las siguientes:

#### Línea principal
| Estación             | Altura (m s. n. m.) | Km  | Empalmes                                       |
| -------------------- | ------------------- | --- | ---------------------------------------------- |
| Antofagasta          | 3                   | 0   |                                                |
| Playa Blanca         | 62                  | 4   |                                                |
| Sargento Aldea       | 296                 | 14  |                                                |
| La Negra             | 405                 | 20  |                                                |
| Portezuelo           | 553                 | 29  | Ramal al salar                                 |
| O'Higgins            | 550                 | 35  | Ramal a Boquete y Augusta                      |
| Uribe                | 583                 | 47  |                                                |
| Prat                 | 701                 | 59  | Ramal a Mejillones                             |
| Latorre              | 783                 | 70  |                                                |
| Cuevitas             | 894                 | 83  |                                                |
| Baquedano            | 1010                | 96  | Cruce con el Longitudinal Norte                |
| Cerrillos            | 1165                | 109 |                                                |
| Buitre               | 1234                | 116 | Ramal a Riviera                                |
| Santa Rosa           | 1266                | 120 | Ramal a Florencia                              |
| Carmen Alto          | 1287                | 122 |                                                |
| Salinas              | 1342                | 128 | Ramal a Lastenia                               |
| Peineta              | 1368                | 133 | Ramal a Ausonia y Leonor                       |
| Central              | 1384                | 136 |                                                |
| Unión                | 1411                | 143 | Ramal a Anita, Candelaria, Luisa y Carmen      |
| Placilla             | 1431                | 148 |                                                |
| Solitario            | 1470                | 153 | Ramal a Filomena                               |
| La Noria             | 1540                | 161 | Ramal a Aconcagua                              |
| Rebosadero           | -                   | 165 |                                                |
| Sierra Gorda         | 1624                | 170 |                                                |
| Cochrane             | 1710                | 179 |                                                |
| Cerritos Bayos       | 2142                | 205 |                                                |
| Calama               | 2266                | 238 |                                                |
| San Salvador         | 2468                | 253 | Ramal a Chuquicamata                           |
| Ceres                | 2642                | 269 |                                                |
| Conchi               | 3016                | 299 | Ramal a Conchi Viejo                           |
| San Pedro            | 3223                | 312 |                                                |
| Polapi               | 3773                | 340 |                                                |
| Ascotán              | 3656                | 360 |                                                |
| Cebollar             | 3729                | 387 | Ramal a El Bórax                               |
| Cascote              | 3803                | 402 |                                                |
| San Martín           | 3688                | 412 |                                                |
| Ollagüe              | 3696                | 435 | Ramal a Collahuasi                             |
| Frontera con Bolivia |                     |     |                                                |
| Chiguana             | 3679                | 470 |                                                |
| Julaca               | 3659                | 516 |                                                |
| Río Grande           | 3659                | 546 |                                                |
| Uyuni                | 3659                | 610 | Ramal a Huanchaca y Tupiza                     |
| Chita                | 3763                | 659 |                                                |
| Quehua               | 3851                | 687 |                                                |
| Alto de Quehua       | 3883                | 695 |                                                |
| Río Mulato           | 3813                | 715 | Ramal a Potosí                                 |
| Tambo Viejo          | -                   | 755 |                                                |
| Sevaruyo             | 3745                | 761 |                                                |
| Huari                | 3694                | 801 |                                                |
| Challapata           | 3706                | 813 |                                                |
| Pazña                | 3703                | 850 |                                                |
| Poopó                | 3709                | 876 |                                                |
| Machacamarca         | 3702                | 900 | Ramal a Uncía                                  |
| Oruro                | 3694                | 924 | Ramal a Cochabamba y continuación hacia La Paz |

#### Ramales
| Estación             | Altura (m s. n. m.) | Km  | Empalmes            |
| -------------------- | ------------------- | --- | ------------------- |
| Ramal a Boquete      |                     |     |                     |
| O'Higgins            | 55                  | 35  |                     |
| Lata                 | 641                 | 69  |                     |
| Llanos               | 726                 | 88  |                     |
| Cerro Negro          | 1051                | 114 | Ramal a Augusta     |
| Boquete              | 1521                | 138 |                     |
| Nueva                | 1713                | 146 |                     |
| Augusta              | 1784                | 155 |                     |
| Ramal a Mejillones   |                     |     |                     |
| Prat                 | 701                 | 59  |                     |
| Cumbre               | 967                 | 75  |                     |
| Canteras             | 683                 | 87  |                     |
| Pampa                | 400                 | 98  |                     |
| Nivel                | 163                 | 116 | Ramal a Antofagasta |
| Mejillones           | 14                  | 136 |                     |
| Ramal a Chuquicamata |                     |     |                     |
| San Salvador         | 2468                | 253 |                     |
| Chuquicamata         | 2694                | 261 |                     |
| Ramal a Collahuasi   |                     |     |                     |
| Ollagüe              | 3696                | 435 |                     |
| Cosca                | 3928                | 457 |                     |
| Puquios              | 4164                | 471 |                     |
| Juna                 | 4392                | 486 |                     |
| Ugina                | 4253                | 506 |                     |
| Montt                | 4742                | 526 |                     |
| Punto Alto           | 4788                | 530 |                     |

### Maestranza de Mejillones
Entre 1906 y 1907, se desarrollaron las negociaciones entre Harry Usher, administrador general del Ferrocarril de Antofagasta a Bolivia, y el gobierno de Germán Riesco, presidente de Chile. A partir de estas negociaciones se aprobó la línea férrea de Mejillones al km 35 de la línea principal.
Es entonces cuando se construyó la gran manzana del Ferrocarril de Antofagasta a Bolivia, en Mejillones. Esta le dio una fuente de progreso a la comunidad de Mejillones como el abastecimiento de agua potable o la distribución de electricidad; incluso dentro de la manzana se vendía hielo para la comunidad, en épocas que no existían los refrigeradores—. La maestranza cerró finalmente en la década de 1980.

## Transporte de carga

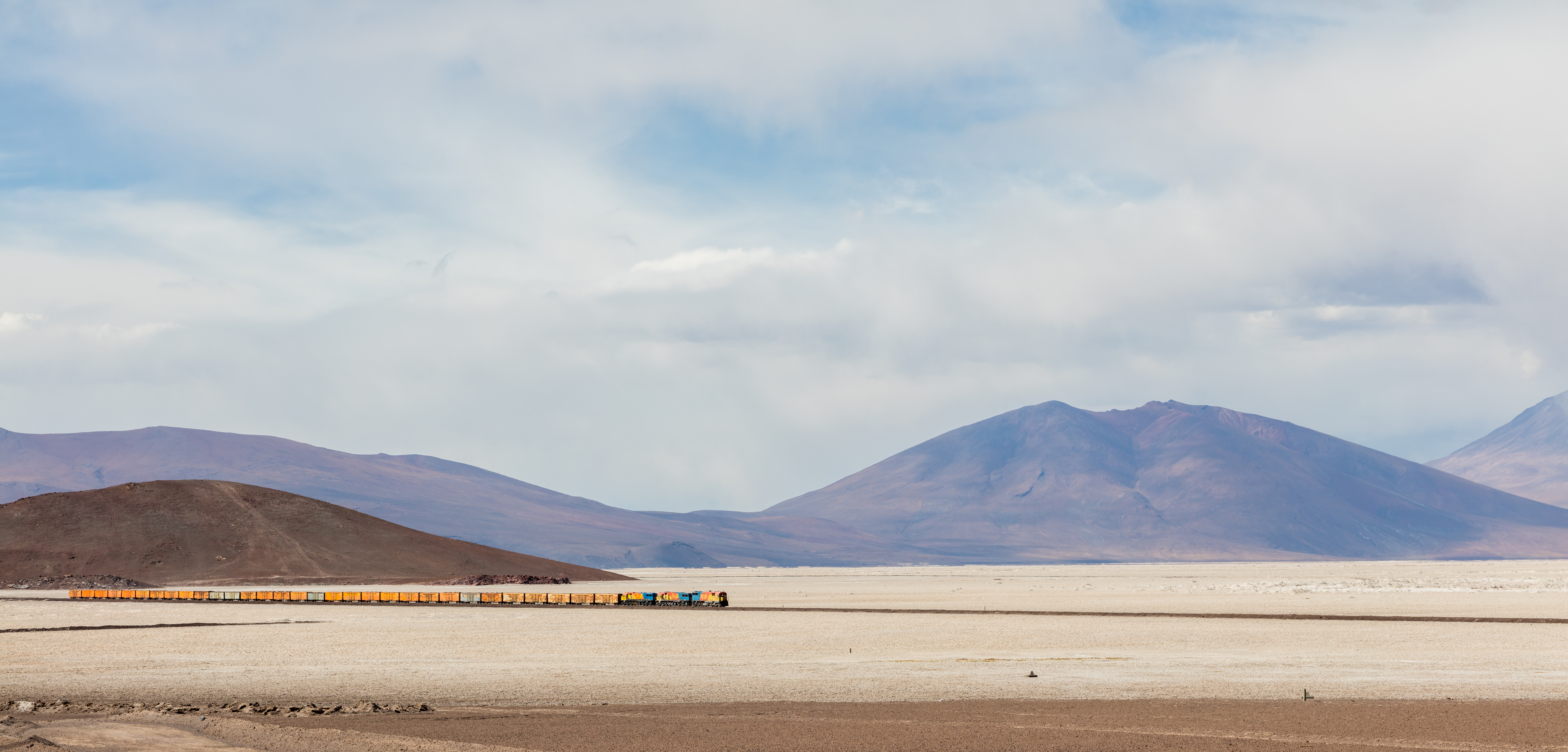
Convoy de FCAB en el salar de Ascotán.

| Nacional         | Total           |
| ---------------- | --------------- |
| Ácido sulfúrico  | 2 000 000 t/año |
| Cátodos y ánodos | 1 900 000 t/año |
| Concentrados     | 300 000 t/año   |
| Varios           | 100 000 t/año   |
| Total            | 4 300 000 t/año |
| Referencia       |                 |